# Phycocalidia
Phycocalidia, novi rod crvenih algi iz porodice Bangiaceae opisan 2020. godine. U rod je uključeno 10 taksonomski priznatih vrsta; tipična je morska alga  P. pseudolobata.

## Vrste
1. Phycocalidia acanthophora (E.C.Oliveira & Coll) Santiañez
2. Phycocalidia denticulata (Levring) Santiañez & M.J.Wynne
3. Phycocalidia islae (Dumilag) Santiañez
4. Phycocalidia kanyakumariensis (V.Krishnamurthy & M.Baluswami) M.G.Kavale & M.A.Kazi
5. Phycocalidia lunae (Dumilag) Santiañez
6. Phycocalidia pseudolobata (L.-E.Yang, J.Brodie & Q.-Q.Lu) Santiañez & M.J.Wynne - tip
7. Phycocalidia suborbiculata (Kjellman) Santiañez & M.J.Wynne
8. Phycocalidia sukshma M.G.Kavale & M.A.Kazi
9. Phycocalidia tanegashimensis (I.Shinmura) Santiañez
10. Phycocalidia vietnamensis (Tak.Tanaka & P.H.Hô) Santiañez & M.J.Wynne